# Škofljica (gemeente)
Škofljica (Duits: Frauenberg bei Laibach) is een gemeente in de Sloveense regio Ljubljana en telde 11.692 inwoners per 1 juli 2020.

## Plaatsen in de gemeente
In de gemeente Škofljica liggen de volgende plaatsen:
Dole pri Škofljici, Drenik, Glinek, Gorenje Blato, Gradišče nad Pijavo Gorico, Gumnišče, Klada, Lanišče, Lavrica, Orle, Pijava Gorica, Pleše, Reber pri Škofljici, Smrjene, Škofljica, Vrh nad Želimljami, Zalog pri Škofljici en Želimlje.
Borovnica · Brezovica · Dobrepolje · Dobrova-Polhov Gradec · Dol pri Ljubljani · Domžale · Grosuplje · Horjul · Ig · Ivančna Gorica · Kamnik · Komenda · Litija · Ljubljana · Log-Dragomer · Logatec · Lukovica · Medvode · Mengeš · Moravče · Škofljica · Šmartno pri Litiji · Trzin · Velike Lašče · Vodice · Vrhnika